# Widnica (Natura 2000)

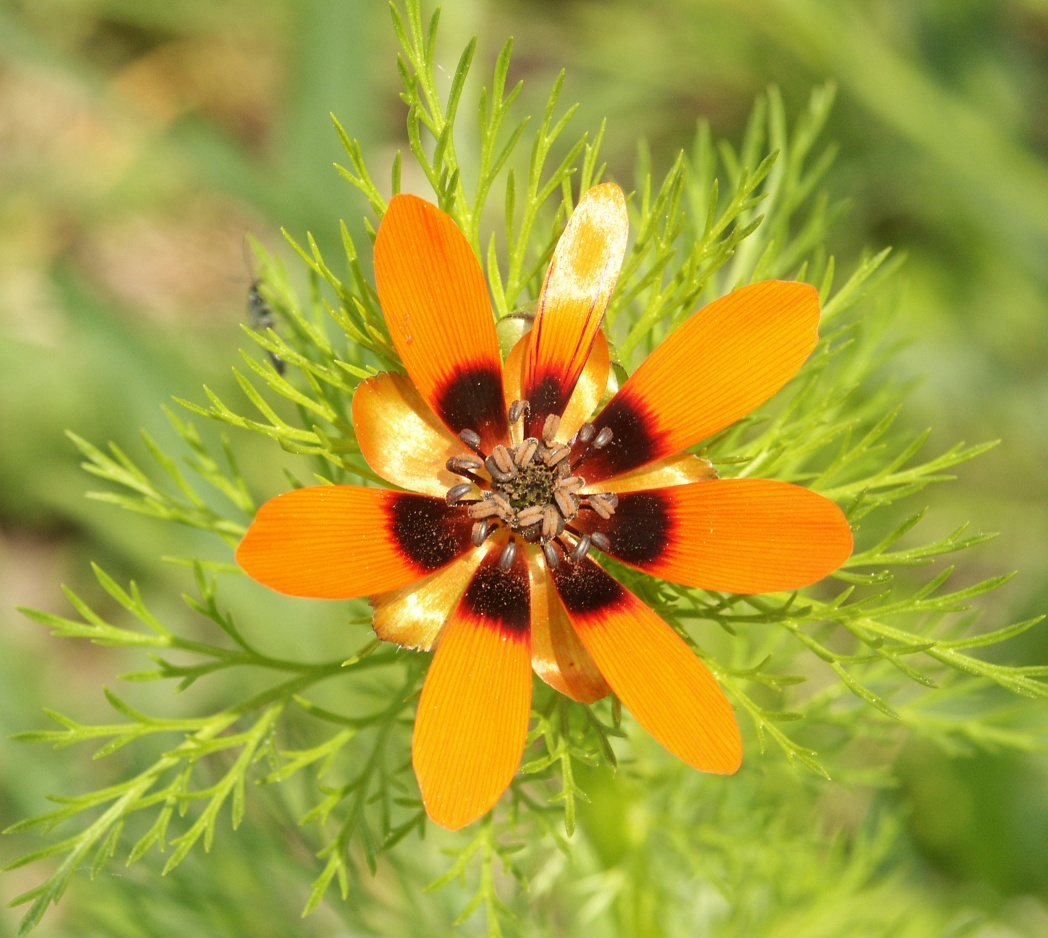
Miłek letni

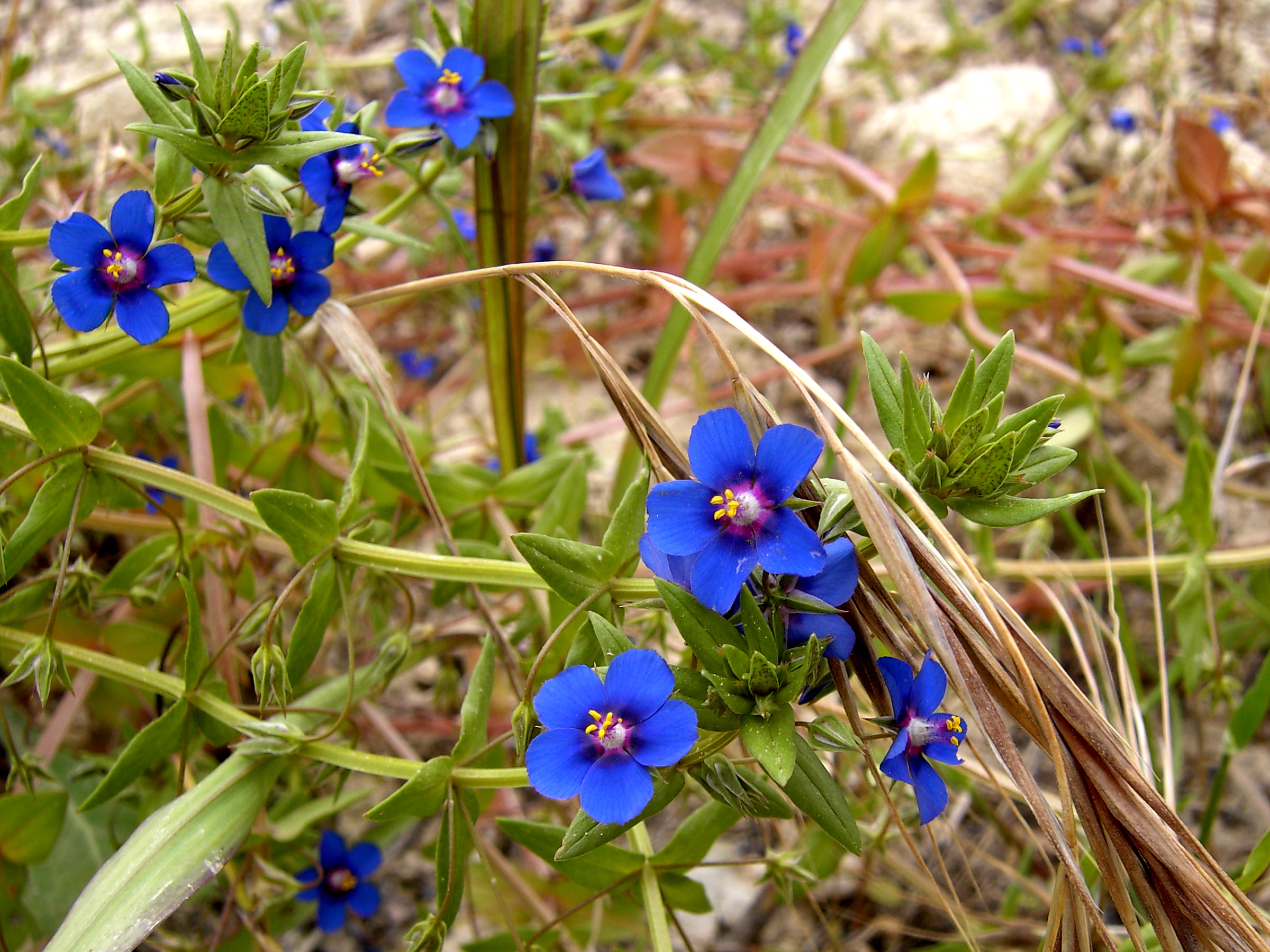
Kurzyślad błękitny

Widnica (PLH120076) – specjalny obszar ochrony siedlisk, aktualnie obszar mający znaczenie dla Wspólnoty, położony w województwie małopolskim, na Wyżynie Miechowskiej, na terenie gminy Miechów, na południe od wsi Widnica. Zajmuje powierzchnię 7,86 ha. Leży w obrębie Obszaru Chronionego Krajobrazu Wyżyny Miechowskiej.
W obszarze podlega ochronie siedlisko murawy kserotermiczne (Festuco-Brometea i ciepłolubne murawy z Asplenion septentrionalis Festucion pallentis).
Występują tu liczne gatunki roślin objętych ochroną gatunkową lub zagrożonych:
- miłek letni (Adonis aestivalis)
- kurzyślad błękitny (Anagallis foemina)
- zawilec wielkokwiatowy (Anemone sylvestris)
- dzwonek syberyjski (Campanula sibirica)
- dziewięćsił bezłodygowy (Carlina acaulis)
- kruszczyk szerokolistny (Epipactis helleborine)
- kruszyna pospolita (Frangula alnus)
- goryczka krzyżowa (Gentiana cruciata)
- gółka długoostrogowa (Gymnadenia conopsea)
- storczyk kukawka (Orchis militaris)
- podkolan biały (Platanthera bifolia)
- pierwiosnek lekarski (Primula veris)
- kalina koralowa (Viburnum opulus)